# Neue Welt

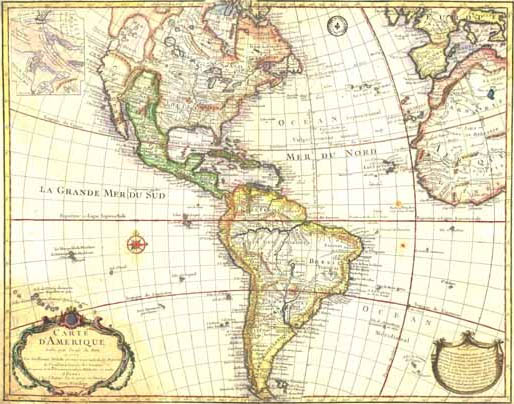
Karte der Neuen Welt von Guillaume Delisle (um 1774)

Die Neue Welt ist eine historische europäische Bezeichnung für den von den Spaniern unter Christoph Kolumbus im Jahr 1492 wiederentdeckten Doppelkontinent Amerika. Die „Neue Welt“ wurde der bis dahin bekannten Alten Welt, bestehend aus Europa, Asien und Afrika, gegenübergestellt. Die Neue Welt wird in ihrem englischsprachigen Teil als „die Amerikas“ bezeichnet.

## Hintergrund
Kolumbus glaubte angeblich bis zu seinem Tod im Jahr 1506, dass er mit seiner Fahrt in Richtung Westen Inseln und Teile von Asien entdeckt habe, das damals mit dem Sammelbegriff „Indien“ bezeichnet wurde. Aus diesem Grund nannten die Spanier Amerika bis ins 18. Jahrhundert hinein Las Indias (siehe auch Archivo General de Indias). Auch werden die Ureinwohner Nordamerikas im Englischen auch Red Indians und im Deutschen als Indianer sowie die Ureinwohner Mittel- und Südamerikas als Indios bezeichnet.
Die Überzeugung einiger Geographen und Entdecker, darunter Amerigo Vespucci im Jahre 1500, dass ein neuer Kontinent entdeckt worden sei, wurde jedoch schon bald bestätigt.

## Heutiger Gebrauch
Heute ist der Begriff nur noch selten in Gebrauch:
- im historischen Zusammenhang, wenn von der Entdeckung Amerikas durch die Europäer gesprochen wird;
- in der Biologie, wenn Tier- oder Pflanzengruppen nach ihrem Vorkommen in Neuwelt- und Altweltorganismen unterteilt werden (Biogeographie);
- in der Kelterei, wenn Weine nach ihren Herstellungsgebieten klassifiziert werden sollen;
- in der Musik – die 9. Sinfonie von Antonín Dvořák trägt den Namen Aus der Neuen Welt;
- in der japanischen Animeserie One Piece ist die Neue Welt die zweite und gefährlichere Hälfte der Grand Line (Grand Line = beliebte Seeroute von Piraten, die aus zwei Hälften besteht). Sie liegt auf der anderen Seite des durch einen wallartigen Kontinent, die Red Line, getrennten Globus.